# Briefverteilanlage
Eine Briefverteilanlage ist eine computergestützte, elektromechanische Maschine zur Sortierung (Verteilung) von Briefsendungen in Briefzentren. Man unterscheidet zwischen Kleinbriefverteilanlagen für Formate bis zu C5, Flatverteilanlagen für Formate bis zu B4 und Großbriefverteilanlagen für Päckchen und Warensendungen.
Während vor einigen Jahren noch Briefsendungen mit der Hand verteilt wurden, gibt es in fast allen europäischen Postunternehmen Briefverteilanlagen. In diesen Maschinen wird die Oberfläche jedes Briefes gescannt und aus dem Bild mittels OCR-Software zumindest die Postleitzahl ermittelt. In der angeschlossenen Fachstrecke wird der Brief in das vorgesehene Fach ausgeschleust. In einer Tabelle ist festgelegt, welche Postleitzahl zu welchem Fach gehört.
Die Verteilung (Sortierung) der Briefe erfolgt meistens in zwei Stufen, der Vorverteilung und der Feinverteilung. Die Vorverteilung umfasst üblicherweise 18 bis 52 Ziele, je nach weiterer Verteilung. Nach Transport der Sendungen in das Zielzentrum erfolgt dort die Feinverteilung. Am Ende dieses Verarbeitungsschrittes erhält man pro Fach die diesem Postzustellbezirk zugeordneten Briefe.
Der Beginn war am 31. Mai 1965, als in Pforzheim die erste elektronische Briefsortieranlage in Betrieb genommen wurde. Die Deutsche Bundespost brachte Strichcode als Zielcode auf der Sendung an.